# Erik Sparre (1628-1678)
Erik Sparre, född 20 oktober 1628 i Sundby, död 3 september 1678, var en svensk friherre, diplomat och landshövding. 
Han var son till Carl Sparre och Görvel Posse, från 1654 gift med Elisabet Banér och bland annat far till Karl Vilhelm Sparre och friherrinnan Görvel Sparre som var gift med Gustaf Mauritz Lewenhaupt. Begraven i Sankt Nicolai kyrka i Nyköping.
Sparre skrevs in på Uppsala universitet 1640 och ingick i Magnus De la Gardies ambassad till Frankrike 1646. Han reste därefter runt i Tyskland, Nederländerna, England, Frankrike och Italien. Han var kammarjunkare hos drottning Kristina 1648, deltog i fredsförhandlingarna i Osnabrück, var svensk legat i Brandenburg 1649 och deltog även i de misslyckade förhandlingarna med Polen i Lübeck 1652. Därefter blev han assessor i bergskollegium 1652, överskänk hos drottning Hedvig Eleonora 1656 och landshövding i Södermanland 1657–1678.